# Villette-lès-Dole
Villette-lès-Dole ist eine französische Gemeinde im Département Jura der Region Bourgogne-Franche-Comté. Sie besitzt eine Fläche von 459 Hektar und hat 798 Einwohner (Stand 1. Januar 2022). Die Höhenlage beträgt 206 Meter ü.d.M. Der Ort liegt auf einer Hochebene, die das Tal des Doubs und die Ebenen der Burgund beherrscht und wird von dem Fluss Clauge durchkreuzt, dessen Quelle in dem benachbarten Waldgebiet Forêt de Chaux liegt. Der Fluss mündet unweit von Gevry in den Doubs.

## Geschichte
Archäologische Funde zeugen von einer Besiedlung der Umgebung in der gallo-römischen Zeit. Erstmals urkundlich erwähnt wurde Villette-lès-Dole im 13. Jahrhundert. Der Ort befand sich im Besitz der Herren von Gevry. Lehnsherren waren im Mittelalter auch auf den benachbarten Anhöhen mit den unter Ludwig XI. zerstörten Dörfern Mars und Pressagne ansässig.
Sehenswert ist die Pfarrkirche aus dem 18. Jahrhundert und ihr vergoldetes, aus Dole stammendes Retabel. 
Die Haupteinnahmequelle der Einwohner ist die Viehzucht.

## Weblinks

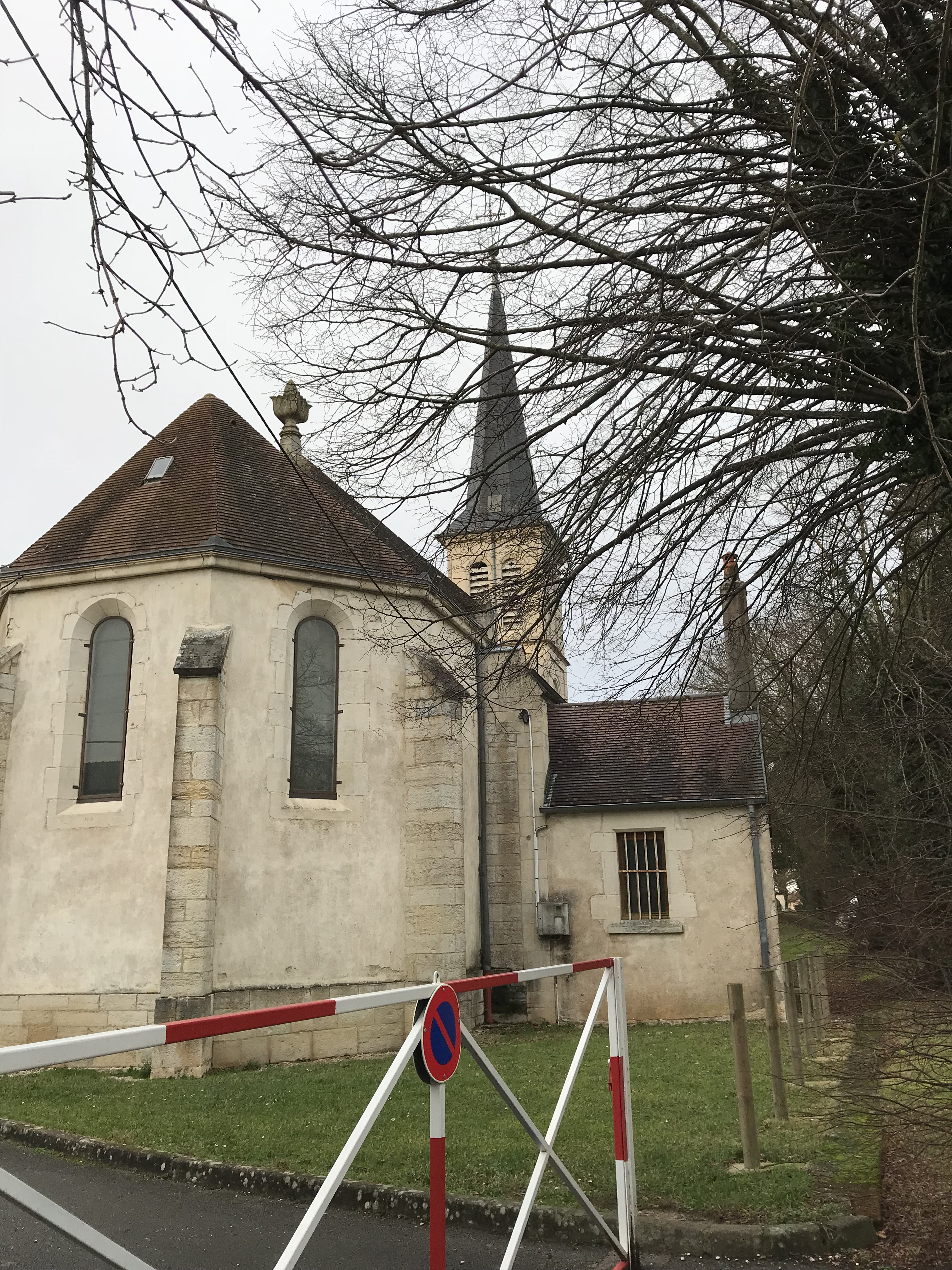
Kirche Saint-Renobert

### Bevölkerungsentwicklung
| Jahr                       | 1962 | 1968 | 1975 | 1982 | 1990 | 1999 | 2007 | 2017 |
| Einwohner                  | 328  | 380  | 379  | 596  | 728  | 648  | 717  | 771  |
| Quellen: Cassini und INSEE |      |      |      |      |      |      |      |      |